# Économie politique

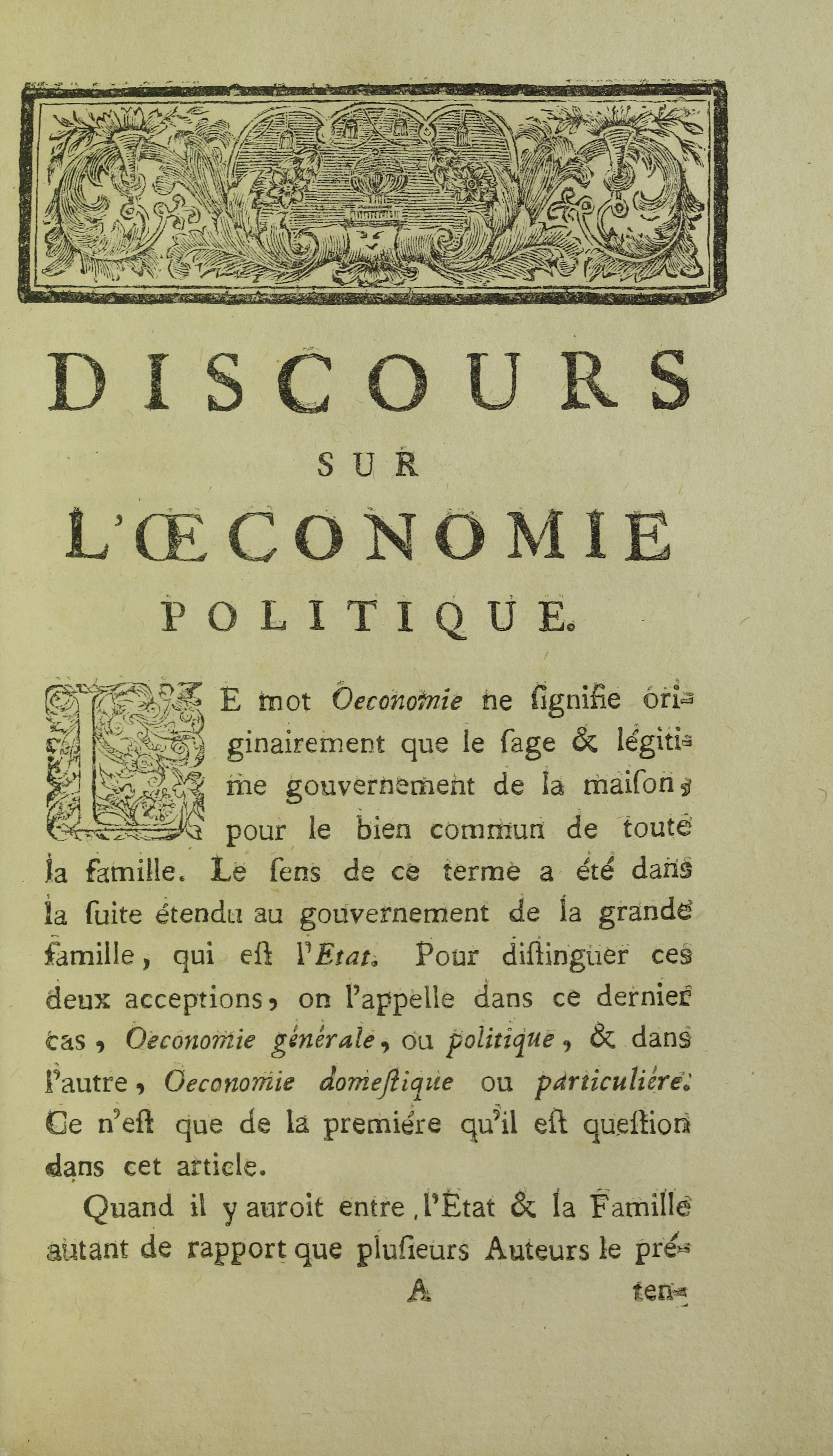
Incipit du Discours sur l'œconomie politique de Jean-Jacques Rousseau, publié en 1758.

Pour la revue, voir L'Économie politique (revue).
Cet article possède un paronyme, voir Politique économique.
 (juillet 2025).
L'économie politique peut s'entendre dans un sens général comme étant l'économie de la cité par opposition à l'économie domestique. L'expression d'« économie politique » est créée au début du XVIIe siècle et employée à l'origine selon Charles Gide pour décrire « l'étude de la production économique, l'offre et la demande de biens et services et leurs relations avec les lois et coutumes ; le gouvernement, la distribution des richesses et la richesse des nations incluant le budget ». Pour Léon Walras, l'économie politique se définit comme l’exposé de ce qui est, et le programme de ce qui devrait être.
Si Antoine de Montchrestien, avec son Traité de l'Œconomie Politique paru en 1615, est traditionnellement considéré comme l'un des premiers, à employer ce vocable dans le sens précité, Gregory King, historien de l'économie, indique pour sa part que le premier à utiliser l'expression « économie politique » serait Louis Turquet de Mayerne en 1611 dans son livre La Monarchie Aristodémocratique ; ou le gouvernement composé et meslé des trois formes de légitimes républiques.
Dans la seconde partie du XIXe siècle, le mot « économie » remplace progressivement le terme d'« économie politique ». Si William Stanley Jevons, un tenant de l'emploi de méthodes mathématiques, a dès 1879 plaidé pour l'adoption du terme « économie » qu'il trouve à la fois plus bref et dont il espère la reconnaissance en tant que science (la science économique), il intitule malgré tout encore son livre publié en 1879 The Theory of Political Economy. Ce n'est qu'en 1890 que le mot d'économie s'impose avec la publication par Alfred Marshall des Principles of Economics,. Dans l'esprit de Marshall, le fait d'éviter l'emploi du terme « politique » affranchit l'économie de ses liens avec les partis politiques.
Jusqu'à la crise financière mondiale débutant en 2007, le terme d'économie politique peut référer : à l'analyse marxiste ; à des approches émanant de l'école de Chicago (économie), ou à l'école de Virginie ; ou simplement aux conseils donnés par les économistes aux gouvernements concernant les politiques économiques globales ou des sujets plus restreints. Selon Alberto Alesina, « ces écoles ont étendu depuis les années 1970 le champ de l'économie politique bien au-delà du seul domaine où des planistes maximisent l'utilité d'une population, pour prendre en compte la façon dont les forces politiques affectent les choix des politiques économiques notamment dans la distribution des revenus et les politiques de redistribution, ainsi que sur les institutions économiques ». Après la crise de 2007, le terme d'« économie politique » revient sur le devant de la scène, notamment en France.

## L'économie politique selon Antoine de Montchrestien
Antoine de Montchrestien forge le terme d'économie politique pour « renverser la thèse aristotélicienne de l'indépendance et de la supériorité de la vie proprement politique sur cette partie de la vie qui est consacrée à la production et dont traite l'économique ou science de la famille ». Il ajoute : « On peut fort à propos maintenir contre l'opinion d'Aristote et de Xénophon, que l'on ne saurait diviser l'économie de la politique sans démembrer la partie principale du Tout, et que la science d'acquérir des biens, qu'ils nomment ainsi, est commune aux républiques aussi bien qu'aux familles ». De même : « L'homme est né pour vivre en continuel exercice et occupation » ; ou encore : « Le bonheur des hommes, pour en parler à notre mode, consiste principalement en la richesse, et la richesse dans le travail ».
Montchrestien fait valoir :
1. que l'enrichissement du peuple est au moins aussi efficace que de recourir à la guerre (comme le prône Machiavel) ou de se livrer à la contemplation (comme le préconise Aristote) ;
2. qu'il faut célébrer le travail de l'agriculture, faire l'éloge de l'industrie et de la manufacture ;
3. qu'il faut mettre dans la société au-dessus de tout le rôle du marchand. Dans le corps social il est semblable au cerveau dans le corps de l'individu[17]. « D'où l'on peut conclure, que les marchands sont plus utiles en l'État, et que leur souci de profit, qui s'exerce dans le travail et l'industrie, fait et cause une bonne part du bien public. Que pour cette raison, on leur doive permettre l'amour et quête du profit, je crois que tout le monde l'accordera »[18].

## Premières évolutions du concept
La signification du terme « économie politique » va fluctuer selon les périodes en fonction des situations économiques rencontrées par les sociétés globales.[réf. nécessaire]

### Selon les mercantilistes
Les thèses développées par Antoine de Montchrestien font entendre un son nouveau et préfigurent les idées mercantilistes : « Nous ne sommes plus au temps où l'on se nourrissait du gland tombé des chênes secoués, où les fruits que la terre produisait et l'eau pure étaient de grandes délices… C'est pourquoi ces belles contemplations des philosophes ne sont qu'en idée, et pour une république où l'on aurait que faire de labourer, ni d'agir ».
Le mercantilisme, qui domine la pensée économique entre le XVIe siècle et le milieu du XVIIIe siècle, modifie le sens du terme « économie politique » en ne s'intéressant — avec l'émergence des monarques absolus — d'abord qu'à la richesse du Prince, censée être équivalente à la prospérité du royaume et de ses sujets. Les mouvements les plus avancés dans cette perspective sont fournis par le colbertisme français ou le caméralisme allemand. Adam Smith avait conscience de ce que la définition de Montchrestien comporte d'arrière-fonds mercantiliste, aussi il insiste dans la Richesse des nations sur l'aspect enquête sur la nature et la cause de la richesse des Nations[pas clair].

### Selon les physiocrates
À la suite de Pierre de Boisguilbert et Richard Cantillon, François Quesnay et le marquis de Mirabeau fondent l'école des physiocrates. Ceux-ci professent que la richesse d'une nation consiste en la richesse des produits agricoles et donc des propriétaires terriens. En étudiant la formation de cette richesse, leur réponse à la question de la politique économique des États est en substance qu'ils ne doivent pas en avoir ou que le pouvoir d'État doit intervenir aussi peu que possible dans la vie économique. Les physiocrates contribuent ainsi de façon décisive à la création de la tradition libérale qui domine la pensée économique jusqu'à la fin du XIXe siècle : l'économie qu'ils appellent de leurs vœux est une économie plus « entrepreneuriale et individualiste » que « politique ».
En défendant l'existence de droits naturels supérieurs dans leur théorie du despotisme légal,les physiocrates rejoignent aussi la tradition libérale de philosophie politique inaugurée par John Locke et diffusée notamment par Frédéric Bastiat (1801-1850).

## L'école d'économie politique anglaise

### Présentation et membres
En général on distingue trois générations :
1. La première, celle des fondateurs, couvre la période de 1798 à 1830 et comprend notamment : James Mill, David Ricardo (qui écrit en 1817 ses Principes d'économie politique), Thomas Malthus (qui écrit en 1798 son Essays on Population), Robert Torrens, Thomas Tooke][23]. À ces économistes, on peut ajouter Jean-Baptiste Say, qui est élu en 1822 membre étranger honoraire du Political Economy Club de Londres (cercle fondé en 1821 et dont furent membres l'essentiel des économistes politiques anglais de l'époque[24]), ainsi qu'une vulgarisatrice influente, Mrs Marcet, qui écrit en 1817 Conversations on Political Economy[25].
2. La seconde génération, qui va de 1830 à 1860, regroupe des auteurs comme Richard Whately, Nassau Senior (le premier professeur d'économie politique à Oxford, en 1826), McCulloch (qui écrit en 1847 Literature of Political Economy), et John Stuart Mill (qui publie en 1848 ses Principles of Political Economy, un livre utilisé dans le monde anglophone jusque dans les années 1930[26]).
3. La troisième génération inclut notamment : Bagehot, Stanley Jevons, Henry Sidgwick (qui écrit un livre intitulé Political economy en 1883 et qui joue un rôle important dans la mutation de l'économie politique anglaise à une vision cambridgienne de l'économie[27]), John Neville Keynes (père de John Maynard Keynes et auteur de Scope and Method of Political economy en 1891).

### Art, science et politique
Les nuances, pour ne pas dire les différences, entre les membres de l'école d'économie politique anglaise sont notables. Ainsi David Ricardo écrit à Malthus en 1820 : « L'économie politique est selon vous une enquête sur la nature et les causes de la richesse. J'estime au contraire, qu'elle doit être définie : une enquête sur la distribution… De jour en jour, je suis plus convaincu que la première étude est vaine et décevante et que la seconde constitue l'objet propre de la science. »
Mais ce qui fait la spécificité de cette école, c'est qu'elle distingue nettement l'art de gouverner de la « science de l'économie politique », dont le but pour Nassau Senior est d'établir « les principes généraux qu'il est fatal de négliger ». Au contraire, les économistes politiques des autres pays ne font pas cette différence à cette époque et chez eux, l'économie politique était à la fois un art et une science. Toutefois, si la distinction entre l'art du politique et la science de l'économie politique est forte dans cette école, il n'en demeure pas moins que le lien entre l'économie politique et la politique est dans les faits complexe. En effet, il y a une volonté de propager notamment par le biais du Political Economy Club les « vrais » principes de l'économie politique. Les membres de ce club sont hautement impliqués dans la vie politique anglaise puisque 52 des 151 membres de ce club élus entre 1821 et 1870 furent parlementaires. Parmi eux, certains furent des hommes politiques de premier plan tel William Ewart Gladstone, un des grands premiers ministres anglais du XIXe siècle.
Il y a entre ces membres une très forte controverse vers 1820, entre le courant dit du « radicalisme philosophique » ou utilitarisme, courant laïque, et ceux qui pensent qu'il faut réconcilier l'économie politique et la théologie, qui veulent monter que « la nouvelle science pouvait être cooptée comme une théodicée ; et même mieux être utilisée pour démontrer le “dessein bienveillant” du créateur ». Finalement, un accord est trouvé entre les deux parties en séparant l'économie politique de la théologie. Mais en réalité, le débat ne cesse jamais réellement car il sous-tend le problème du laissez-faire et reparaîtra très fortement sous cette forme à la fin du XIXe et au début du XXe siècle.

### Les principaux axes analytiques
Les principaux axes sont :
- La loi de la population de Malthus[réf. nécessaire] ;
- la théorie des rendements décroissants[30] ;
- la théorie de la valeur travail de Ricardo[31] ;
- La Loi de Say, qui dans sa version forte conduit au principe de neutralité de la monnaie[32] (c'est-à-dire que la monnaie ne peut pas créer de l'activité) ;
- La théorie des avantages comparatifs de David Ricardo, complétée par John Stuart Mill qui introduit la demande réciproque[32].

## L'économie politique allemande, dite « école historique allemande » (1848-1918)

### Présentation et membres
L'école historique allemande a été, pour Heath Pearson, « l'hétérodoxie la plus influente de l'économie politique du XIXe siècle ». Elle compte trois générations d'économistes qui ont été très influents dans leur pays, en particulier dans l'instauration de lois sociales ; raison pour laquelle ils ont parfois été appelés Kathedersozialisten (socialistes de la chaire, au sens de chaire universitaire).
La première génération est composée de Wilhelm Roscher (1817-1894), qui écrit en 1843 Outline of Lectures on Political Economy according to the Historical Method, Bruno Hildebrand (1812-1878) et Karl Knies (1821-1898). La seconde génération compte notamment Gustav Schmoller (1838-1917) et Lujo Brentano. Pour la dernière génération, on peut citer Werner Sombart (1863-1941), ainsi que des auteurs souvent associés à eux : Max Weber et Adolph Wagner.
D'une manière, les membres de l'école d'économie politique allemande sont plus interventionnistes que les membres de l'école anglaise. Si Gustav Schmoller est en faveur d'une « monarchie sociale », d'autres sont en faveur d'un gouvernement plus démocratique, et d'autres encore (Robert Wagner[Lequel ?] et le jeune Werner Sombart) pour un socialisme d'État. D'une façon générale, ils réinterprètent le caméralisme et seront les conseillers du Prince, dont ils « légitimeront les réformes ».

### La méthode
Entre eux et l'école anglaise, les différences culturelles et d'axes de recherche sont fortes. Les Anglais sont fils des Lumières et cosmopolites, ils veulent comprendre les ressorts de la société commerciale, cherchant une théorie générale, et veulent défendre l'entreprise privée. Les Allemands sont plus nationalistes (ils parlent de nationalökonomie) et romantiques, ils veulent comprendre l'évolution qui a conduit à cette société commerciale, étudiant des cas concrets, et se tournent vers l'intervention de l'État. Dans ces conditions, il n'est pas surprenant que l'école historique allemande tienne l'école d'économique politique anglaise pour trop déductive, et ne pense pas que les lois économiques soient aussi universelles que ce que soutiennent leurs homologues anglais. Pour Pearson, il y a chez les Allemands moins de constantes et plus de variables, telles que les institutions, l'environnement, l'esprit, etc. Ils ont aussi tendance à voir le développement économique comme suivant des stades d'évolution, ce qui tend à les faire passer pour des holistes. Pour Heath Pearson, ce jugement est exagéré, et Wilhelm Roscher par exemple écrit que l'économie reste « un produit naturel des facultés et conduites que font l'homme en étant homme ». Par ailleurs, les Allemands utilisent beaucoup les statistiques, notamment Karl Knies, Bruno Hildebrand ou Robert Wagner[Lequel ?]. Alfred Marshall, dans son livre Principle of Economics, a plutôt une bonne opinion d'eux, contrairement à Carl Menger, fondateur de l'école autrichienne, qui s'opposera à eux dans ce qui est connu comme la querelle de la Methodenstreit. On note enfin chez les Allemands la place du droit, particulièrement celui de l'école historique du droit de Friedrich Carl von Savigny.

### Influence
L'école historique allemande fonde en 1872 le Verein für Socialpolitik (union pour la politique sociale). Sur ce modèle sont créées l'American Economic Association en 1885 et The American Academy of Political and Social Science. En effet, l'université allemande est alors très réputée et 20 des 26 premiers présidents de l'American Economic Association ont étudié en Allemagne, notamment les chefs de file de l'institutionnalisme américain. Mais ils ont été aussi influents en Inde et au Japon, ainsi que sur de nombreux économistes comme Joseph Schumpeter, ou de grands noms de l'anthropologie économique comme Bronislaw Malinowski ou Karl Polanyi. En France, ils influencent les premiers travaux d'Émile Durkheim.
L'école elle-même entre en déclin après la première Guerre mondiale et disparaît après la seconde Guerre mondiale

## La relance de l'économie politique
Ultérieurement[Quand ?], compte tenu de l'émergence de la question sociale, la notion d'économie politique est relancée.

### Relance par les penseurs allemands
L'économiste Adolph Wagner (1835-1917) critique ainsi les doctrines des physiocrates et des libéraux :

« La théorie de Smith, l'individualisme et le libéralisme économique ont fait leur temps dans la science et dans la vie, en théorie et en pratique (…) Le rôle prépondérant que l'économie politique anglaise attribue à l'individu, sa tendance à prendre l'essence de l'individu, ou si l'on veut ses instincts naturels, ses désirs, ses tendances comme le point de départ et comme le but de toute vie sociale - conséquences logiques de l'individualisme- sont minés par l'idée opposée, celle de la collectivité et de ses conditions d'existence, qui ne sont autres que celles de l'individu, en tant que membre de la collectivité… C'est du point de vue social, socialiste, et non plus individualiste qu'on étudie désormais la vie économique, les problèmes économiques. »

Wagner entend promouvoir l'économie politique comme « la science des phénomènes économiques considérés comme les éléments du phénomène composé que constitue l'économie nationale ». L'économie nationale étant un tout, un système fondé sur la division du travail et la circulation entre les exploitations particulières, ce tout doit être « regardé en lui-même, à un certain degré de son évolution, et étant donné certaines hypothèses juridiques »[réf. nécessaire].
De son côté, Karl Marx réclame l'interventionnisme de l'État dans l'économie, dans le cadre de la lutte des classes avec la socialisation des biens et des moyens de production.

### Relance par les partisans d'une économie politique «pure»
Dans les années 1874-1877, Léon Walras met en avant le concept de « modèle central » de l'économie politique pure :

« L'économie politique pure est essentiellement la théorie de la détermination des prix sous un régime hypothétique de libre concurrence absolue. L'ensemble de toutes les choses matérielles ou immatérielles, qui sont susceptibles d'avoir un prix parce qu'elles sont rares, c'est-à-dire à la fois utiles et limitées en quantité, forme la richesse sociale. C'est pourquoi l'économie politique pure est aussi la théorie de la richesse sociale. »

Walras veut faire de l'économie une science :

« Affirmer une théorie est une chose, la démontrer en est une autre. Je sais qu'en économie politique on donne et on reçoit tous les jours de prétendues démonstrations qui ne sont rien d'autre que des affirmations gratuites. Mais, précisément, je pense que l'économie politique ne sera une science que le jour où elle s'astreindra à démontrer ce qu'elle s'est à peu près bornée jusqu'ici à affirmer gratuitement. »

En 1878, l'enseignement de l'économie politique prend place officiellement en France dans les programmes des cours et des examens dans les facultés de droit.

### Relance par l'école Keynésienne
Plus modéré, le keynésianisme (inspiré par John Maynard Keynes dans les années 1930) pointe à certaines périodes l'insuffisance de la demande effective, et revendique un rôle actif de l'État lorsqu'il s'agit de faire face aux crises de sous-production par une politique de relance. Les résultats très contrastés du New Deal, puis l'échec relatif des plans de relance dans les années 1970 marquent la fin de la dominance du courant keynésien.

## L'économie politique dans la culture anglo-saxonne
L'expression « économie politique » revêt une connotation particulière dans la culture et la pensée économiques anglo-saxonne. Ainsi, pour les économistes de langue anglaise, l'expression a deux traductions précises et distinctes[réf. nécessaire] :
1. Political economy, une branche de la science économique qui décrit et analyse l'activité économique par rapport aux données politiques, en essayant d'expliquer le fonctionnement et de trouver les lois qui régissent l'activité économique par rapport à l'action des pouvoirs publics (voir Politique économique) ;

# Public choice, une branche de la science économique qui applique à un système politique donné les outils de l'analyse économique afin d'expliquer le choix des politiques publiques en fonction des préférences des agents et des objectifs propres des dirigeants (voir Théorie des choix publics).[Information douteuse]
Dans son sens d'analyse économique des politiques publiques, l'économie politique naît dès Adam Smith avec son ouvrage La Richesse des Nations (1776), dans lequel il développe implicitement le concept de biens publics, biens pour lesquels l'intervention de l'État s'avère nécessaire. Toutefois, l'analyse économique des politiques publiques apparaît véritablement dans les années 1930, avec notamment les travaux de Paul Samuelson sur les biens collectifs et la fonction de bien-être social. Samuelson est le premier à distinguer les biens collectifs purs des biens collectifs mixtes (dans ces derniers, l'exclusion des free-riders est aisée). Dans une perspective différente, Ronald Coase apporte une contribution majeure avec son article The Problem of Social Cost (1960) où il émet l'idée que l'intervention de l'État est justifiable en cas d'existence de coûts de transaction (voir Théorème de Coase).
Dans une perspective relevant autant de l'économie que de la philosophie politique, mention doit être faite des travaux de John Harsanyi et de John Rawls. Le premier développe une approche utilitariste de l'action publique. Dans la lignée de Jeremy Bentham et de Paul Samuelson, Harsanyi établit une fonction de bien-être social à partir de laquelle il tente de définir le critère de répartition du revenu qui serait adopté par des individus rationnels et impartiaux. À l'opposé, la démarche de Rawls est dite contractualiste et déontologique : à partir de la situation fictive du voile d'ignorance, Rawls montre quels seraient les critères de justice adoptés par des individus rationnels.
Dans le domaine plus restreint de l'analyse du choix des agents publics et du fonctionnement des régimes démocratiques, il faut noter la contribution fondamentale de l'économiste Anthony Downs avec son ouvrage An Economic Theory of Democracy (1957), puisqu'il s'agit de la première tentative d'application systématique de la méthode d'analyse économique aux phénomènes politiques. Downs transpose à la sphère politique l'ensemble des outils d'analyse de l'économie : les hommes politiques sont considérés comme des entrepreneurs en concurrence pour satisfaire une demande provenant des électeurs, les agents étant supposés rationnels et maximisateurs et l'univers certain. Dans le même ouvrage, Downs procédera à une analyse des stratégies mises en place par les gouvernements et les partis politiques. Il montre notamment que, dans un régime démocratique, le gouvernement n'est pas incité à adopter les politiques optimales pour plusieurs raisons (la configuration des préférences individuelles et l'existence d'externalité, l'incertitude pesant sur les préférences des citoyens et sur l'effet des mesures politiques, ou les stratégies du gouvernement afin de maximiser le nombre de votes en sa faveur).
Downs a ainsi ouvert la voie à de très nombreux travaux portant sur l'efficacité du système démocratique. Dans cette optique, Kenneth Arrow démontre à travers son théorème d'impossibilité l'incapacité d'un régime démocratique à faire émerger des choix stables et cohérents. Dans la même lignée[réf. nécessaire], et en adoptant pourtant des hypothèses beaucoup moins restrictives, Amartya Sen montre l'incompatibilité, dans un régime démocratique, entre l'efficacité parétienne et la liberté individuelle.
Par ailleurs, la théorie des choix publics dédie « ses travaux à l’examen de l’impuissance de l’action publique. Plutôt que de considérer que l’État devait gouverner ou corriger le marché là où celui-ci présentait des « défaillances » manifestes, [elle propose], à partir d’une mise au jour des défaillances de la bureaucratie ou du système politique, de lui apporter un certain nombre de « correctifs » – quand il ne s’agit pas de prôner son « désengagement » d’un certain nombre de secteurs d’intervention traditionnels ».
Enfin, les travaux de Mancur Olson (La Logique de l'action collective, 1971) doivent également être mentionnés. Ce dernier s'intéresse au rôle joué par les groupes d'intérêts dans les processus de décisions publiques.

## L'économie politique aujourd'hui

### Pensée pluri-dimensionnelle
Pour beaucoup de ses fondateurs, l'économie politique est une pensée pluri-dimensionnelle qui assume la triple dimension humaine, sociale et historique : c'est une science « morale » et « politique » car elle est à la fois « pensée du marché et des processus productifs, de l'acteur individuel et de la société, du choix rationnel et du mouvement historique », et « essai de compréhension des processus observables, effort de conceptualisation et de formalisation, guide pour les décisions du prince, réflexion sur les finalités ».
À l'instar du sociologue Alain Caillé, Michel Beaud et Gilles Dostaler déplorent dès 1996 une démobilisation de la pensée pluridimensionnelle, favorisée par l'énorme production écrite et cristallisée dans la spécialisation et le cloisonnement des écoles et des langues.
Néanmoins, les deux économistes notent que « la discussion sur la méthodologie de l'économie connaît un regain avec des auteurs comme Blaug, Boland, Caldwell, Hausman, Hutchison, Kolm, Latouche, Mayer, Pheby, etc. ».

### Critiques
Alain Caillé est beaucoup plus sceptique quant au renouveau de l'économie politique. Tandis qu'il considère qu'elle « se bâtit à partir du postulat que l'essence de cette société civile est le besoin et que son régulateur n'est pas l'État mais le marché », il conclut que « l'impasse de l'économie politique vient de ce qu'elle a cru pouvoir s'édifier sur l'hypothèse de la séparabilité du système économique par rapport au système social et sur l'oubli du fait que les grandeurs économiques ne sont jamais que des expressions duales des rapports sociaux ».

### Un tableau de l'économie politique en 1984
Source : tableau de P. Davidson dans The Crisis in Economic Theory de Daniel Bell et Irving Kristol.
|                               | «Radicaux» et socialistes | Post-keynésiens | Keynésiens                                                                           | Synthèse néo-classiques/Keynésiens | Monétaires, néo-classiques |
| ----------------------------- | --- | --- | ------------------------------------------------------------------------------------ | --- | --- |
| Politique                     | Gauche | Centre Gauche | Centre                                                                               | Centre Droit | Droite |
| Monnaie                       | Les forces de l'économie réelle sont prédominantes. La monnaie n'est qu'un outil dans les mains des structures de pouvoir du moment             | Les forces de l'économie réelle sont prédominantes. Quant à la monnaie, on suppose qu'elle s'adapte                            | Les forces de l'économie monétaire et de l'économie réelle sont intimement liées     | La monnaie doit être prise en compte, mais ce n'est qu'un élément parmi d'autres | La monnaie est de première importance |
| Taux de salaire               | Le taux de salaire est la base de la valeur. | Le salaire nominal est le point clef du niveau des prix                                                                        | Le taux de salaire nominal est fondamental                                           | Le taux de salaire n'est qu'un prix parmi d'autres | Le taux de salaire n'est qu'un prix parmi d'autres |
| Distribution du Revenu        | La distribution du revenu est la question économique la plus importante                                                                         | La distribution des revenus est très importante                                                                                | Les questions de distribution des revenus sont de moindre importance                 | La distribution des revenus est la résultante de toutes les équations de demande et d'offre dans un système d'équilibre général. C'est une affaire d'équité et ne peut être l'objet d'une recherche scientifique | La distribution des revenus est la résultante de toutes les équations de demande et d'offre dans un système d'équilibre général. C'est une affaire d'équité et ne peut être l'objet d'une recherche scientifique |
| Théorie du Capital            | Surplus engendré grâce à l'« armée de réserve »                                                                                                 | Surplus nécessaire au-delà des salaires                                                                                        | Théorie de la rareté (quasi-rente)                                                   | Théorie de la productivité marginale : fonctions de production à facteurs substituables | Théorie de la productivité marginale : fonctions de production à facteurs substituables |
| Théorie de l'emploi           | N'importe quel niveau d'emploi est possible. L'emploi augmente au cours du temps. le plein emploi est porteur de crise en économie capitaliste. | La croissance est possible avec n'importe quel niveau d'emploi : cependant l'accent est mis sur la croissance de plein emploi. | N'importe quel niveau d'emploi est possible ; le plein emploi est souhaitable        | Le plein emploi est possible. Le sous-emploi est vu comme une situation de déséquilibre. | Le plein emploi est postulé à long terme : pas de théorie explicité de l'emploi à court terme. |
| Inflation                     | Due d'abord aux variations du salaire nominal : peut être aussi due à des variations des marges de profit.                                      | Due au salaire nominal ou aux variations des marges de profit.                                                                 | Due aux variations du salaire nominal, de la productivité et/ou des marges de profit | À long terme un phénomène monétaire relié avant tout à l'offre de monnaie à travers les décisions des agents économiques concernant leurs actifs. À court terme relation possible avec la courbe de Phillips.    | Avant tout un phénomène monétaire en ce sens qu'elle est reliée à l'offre de monnaie à travers les décisions des agents concernant leurs actifs.                                                                 |
| Représentants les plus connus | Galbraith, Bowles, D. Gordon, les Marxistes | Mrs Robinson, Kaldor, Sraffa, Pasinetti, Eichner, Kregel, Harcourt                                                             | Harrod, Shackle, Weintraub, Davidson, Minski, Wells, Vickers                         | Solow, Samuelson, Tobin, Clower, Leijonhufvud, Hicks | Friedman, Brunner, Meltzer, Parkin, Laidler |

### Ouvrages pour aller plus loin
- Frédéric Bastiat, Ce qu'on voit et ce qu'on ne voit pas, Choix de sophismes et de pamphlets économiques,  (ISBN 2-8789-4004-0).
- Chevalier John Nickolls (pseudonyme de Louis-Joseph Plumard de Dangeul), Remarques sur les Avantages et les Désavantages de la France […] (1754).
- Antoine-Elisée Cherbuliez, Étude sur les causes de la misère, tant morale que physique et sur les moyens d’y porter remède (1853).
- Jacques Généreux, L'économie politique. Analyse économique des choix publics et de la vie politique, Paris, Larousse, 1996.
- Alexis Jacquemin, Henry Tulkens et Paul Mercier, Fondements d'économie politique, 3e édition, Bruxelles, 2001. Accessible en ligne et téléchargeable en pdf sur la page web personnelle de Henry Tulkens (via Google).
- Robert Leroux, Lire Bastiat : Science sociale et libéralisme, Paris, Hermann, 2008.
- René Maury et Jacques Guin (7e édition), Économie politique : 1re et 2e années, Paris, Sirey, coll. « Cours élémentaire droit-économie », 1984 (1re éd. 1959), xxviii-489, 23 cm (ISBN 2-248-02216-6 et 9782248022167, OCLC 20546580, BNF 34757137, SUDOC 000780618, présentation en ligne)
- Antoin Murphy, « L.-J. Plumard de Dangeul (1722-1777), Membre de l'Académie des Sciences de Stockholm - Un précurseur de l'Économie politique », in Revue Historique et Archéologique du Maine, Le Mans, 2000, 3e série T. 20, tome CLI de la Collection, p. 81 - 96 (+ ill.); édition numérique, mode image et texte, in : DVD/CD-ROM, Revue hist.et archéol.du Maine 1876-2000, par la Société Historique et archéologique du Maine, Le Mans, 2006.
- Rosa Luxemburg, Introduction à l'économie politique (1907-1917), Toulouse, Smolny, 2008.
- Alain Queruel, Découvrir l'économie politique. De Colbert à Sarkozy, Paris, Éditions Praelego, 2010.
- Alphonse Courtois, Annales de la société d'économie politique, en plusieurs tomes, le plus souvent un tome par année. Tome 1 : 1889. Paris, Guillaumin.